# Betontimmerman

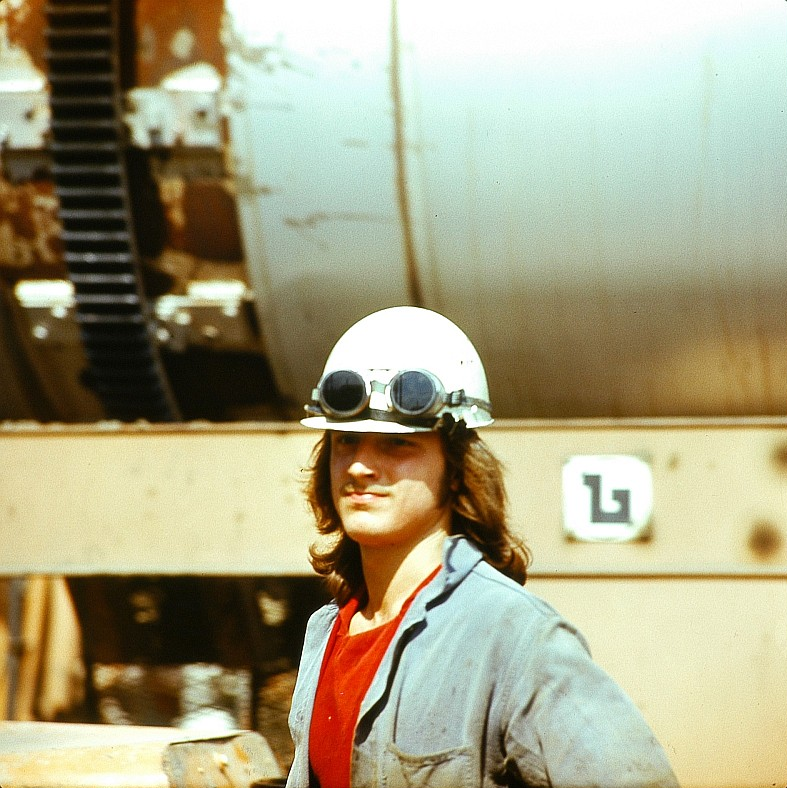
Een Oost-Duitse bekister in 1973

Een betontimmerman of bekister is een bouwvakker die bekistingen van hout of metaal maakt. In de (traditionele) bouw maakt hij de bekistingen volgens de aangeleverde vormtekeningen. 
Samen met de ijzervlechter, die het betonstaal op de juiste plaats monteert, geeft de betontimmerman dus vorm aan de betonnen bouwelementen, voornamelijk funderingen en de hoofdconstructie (kolommen, vloeren, liftkokers, wanden, balken en lateien) van gebouwen.